# Narok (film)
Pour les articles homonymes, voir Hell et Narok.
Pour plus de détails, voir Fiche technique et Distribution.
Narok est un film thaïlandais réalisé par Sathit Praditsarn et Teekayu Thamnitayakul, sorti en 2005.

## Synopsis
Parti réaliser un documentaire, un groupe de jeunes gens est victime d'un accident de la route. En sortant du véhicule après le choc, ils ont la surprise de se retrouver dans un vaste désert brûlant où ils sont faits prisonniers par des étranges démons. L'un d'eux, en s'éclipsant quelques instants découvre qu'en fait leurs corps physiques ne sont pas encore morts, et qu'il faut rejoindre au plus vite la sortie de cet enfer pour ne pas mourir. Difficile à faire alors qu'ils sont conduits vers un véritable camp de concentration où les démons font subir les pires tortures.

## Fiche technique
- Titre : Narok
- Titre original : นรก
- Titre anglais : Hell
- Réalisation : Sathit Praditsarn et Teekayu Thamnitayakul
- Scénario : Marisa Mallikamarl
- Photographie : Tanai Nimchareonpong et Kriangsak Sukkaphun
- Montage : Surasak Pranken et Sukro Wesalee
- Production : Tanit Jitnukul
- Société de production : Saha Mongkul Film Production
- Société de distribution : Saha Mongkul Film International[1]
- Pays d'origine : Thaïlande
- Format : Couleurs - 1,85:1 - Dolby Digital - 35 mm
- Genre : Aventure, fantastique, horreur et thriller
- Durée : 95 minutes
- Date de sortie : 23 juin 2005 (Thaïlande)

## Distribution
- Nathawan Woravit : Ja
- Kom Chauncheun : Toa
- Punyapon Dhajsonk : Chod
- Wuttinan Maikan : Akrapol
- Dollaya Polthipattayakul : Kim
- Nathawan Worawit : Athawadee